# Прение Панагиота с Азимитом

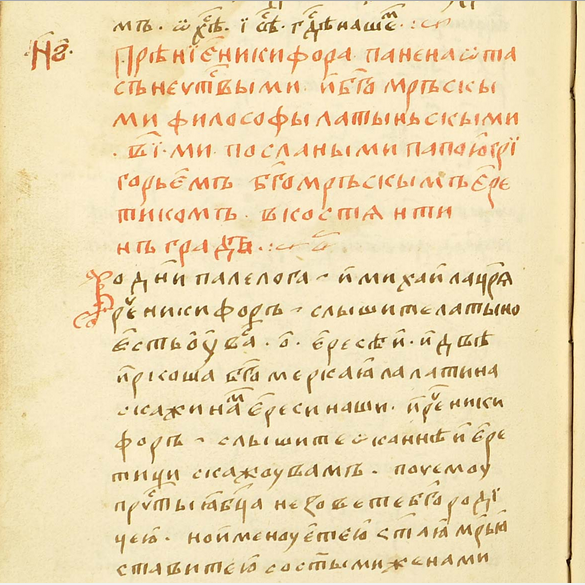
Сборник, полуустав, исход XV или начало XVI века, в четверть, 354 листа. «Прение Никифора Паненаота с нечьстивыми и богомръскыми философы латыньскыми 12-ми, посланными папою Григорьем богомръскым еретиком в Костянтинъград во дни Пале(о)лога Михаила царя. Нач. Рече Никифор: слышите Латыно, есть у вас 70 ересей и две; и ркоша богомерская Латина: скажи нам ереси наши.» л. 311

Пре́ние Панагио́та с Азими́том — апокриф, памфлет, греческое полемическое, сатирическое сочинение неизвестного автора, направленное против византийского императора Михаила Палеолога, написанное между 1274 и 1282 годами, после подписания Лионской унии.
Начиная с XIV века среди южных славян начинает распространяться рукописное сочинение, представляющее собою сатиру на византийского императора Михаила Палеолога. В старейшем списке данное сочинение имеет название: «Прѣ панагиωта коньстантина сь гардинари ω азимѣ» (греч. ἄζυμα («азима») — опресноки). Сочинение распространяется в трёх редакциях. Первая редакция это старейшие, сербские списки 1384 года и Пролог XIV века, сербского письма. Вторая редакция, значительно видоизмененная это уже русские списки, она помещена, например, в Июньской книге Великих четьи-минеи митрополита Макария, она имеет название: «Прєнїѧ панагиωта сь азимитомъ», третья редакция того же самого сочинения помещена в Августовской книге Великих четьи-минеи митрополита Макария, под тем же названием как и вторая редакция.
Греческие оригинальные списки сочинения были найдены позже славянских, они отличаются друг от друга, часть из них не подписана, например список XVI века; другие, например список XVIII века, имеют название: греч. «Διάλεξις κυροῦ Κωνσταντίνου καί μάρτυρος τοῦ παναγιωτάτου μετά τοῦ καρδιναρίου Εῦφροσύνου» («Разговор господина Константина и мученика Панагиота с кардиналом Евфросином»).
В 1274 году император Михаил VIII Палеолог отобрал специально подобранных людей и вместе с ними на Втором Лионском соборе подписал унию между Православной и Католической церквями. Уния вызвала резкое противодействие как среди духовенства, так и среди православных мирян греков. Император жестоко расправлялся с противниками унии, отбирал имущество, отправлял в ссылки. По этой причине автор данного памфлета и не подписал своё сочинение, направленное против унии и императора.
Само сочинение составлено в виде диалога между православным Константином (Никифором) Панагиотом и католическим кардиналом Евфросином или с Азимитом. Оба героя данного литературного произведения вымышленные. Их имена «говорящие», они имеют символический смысл. «Панагиот» (греч. Παναγιώτης) — «всесвятой, окружённый святостью» от греч. πᾶς, πᾶν — «весь, целиком» + греч. ἁγιότης — «святость»; «Азимит» (греч. ἀζυμίται) — «опресночник», так презрительно называли православные католиков, католики презрительно называли православных «прозимитами».
В сочинении Панагиот обличает 72 ереси католиков. Ереси это большей частью невероятные народные, фантастические поверья. Прения Панагиота с Азимитом ведутся в присутствии императора Михаила. Панагиот согласно сочинению побеждает в прении своего оппонента. В некоторых редакциях в конце сочинения император предаёт смерти Панагиота, поэтому Панагиот называется мучеником. Само сочинение имеет апокрифический характер. «Прение» это первый литературный памятник, в котором упоминается троеперстие (до этого во всех греческих документальных источниках православные греки убеждают своих оппонентов креститься двумя перстами). На Руси Прение Панагиота с Азимитом было напечатано в Москве в 1644 году, оно было включено в Кирилову книгу (26 глава) под названием: «Ѽ латы́нскихъ єрєсѣ́хъ».

## Текст Прения на греческом
- Васильев Аф. Anecdota Graeco-Byzantina: Сборник памятников византийской литературы стр. 179

## Текст Прения на славянском
- 768. (1201.) Сборник, полуустав, исход XV или начало XVI века, в четверть, 354 листа. Прение Никифора Паненаота с нечьстивыми и богомръскыми философы латыньскыми 12-ми, посланными папою Григорьем богомръскым еретиком в Костянтинъград во дни Пале(о)лога Михаила царя. Начало: «Рече Никифор: слышите Латыно, есть у вас 70 ересей и две; и ркоша богомерская Латина: скажи нам ереси наши.» л. 311 Архивная копия от 19 июня 2017 на Wayback Machine
- Прение Панагиота с Азимитом в Кириловой книге издание: Москва 1644 год. 26 глава. лист сл ҃г.